# Концепцията на Маркс за човека
Концепцията на Маркс за човека (на английски: Marx's Concept of Man) е книга от 1961 г. на немския психоаналитик Ерих Фром. Книгата не е издавана на български език.
В книгата Ерих Фром описва Карл Маркс като хуманистичен и екзистенциален мислител. В нея също така са представени части от определени книги на Маркс, включително Икономически и философски ръкописи от 1844 г. под превода на професора от Лондонското училище по икономика Том Ботомър. По идея на Фром, Ботомър превежда за първи на английски език тази книга на Маркс. През 1962 г. Фром издава още една книга свързана с Маркс „Отвъд веригите на илюзиите“. Там той прави сравнение между него и Зигмунд Фройд.
В началото на книгата Фром казва:
| „     | Иронията на историята се състои в това, че въпреки достъпността до източниците, в съвременния свят няма предел за изкривяванията и неверните тълкувания на различни теории. За ярък пример от такъв род служи това, което се случи през последните десетилетия с учението на Карл Маркс. В пресата, литературата и в речите на политическите личности, а също в книгите и статиите на известните философи и социолози постоянно се споменава Маркс и марксизъм. С няколко изключение изглежда, че политиците и журналистите не са прочели и ред, написан от Маркс и че социолозите се задоволяват с минимално знание за Маркс. Очевидно се чувстват безопасно в действието си като експерти в това поле, доколкото никой със сила и статус в империята на социалните изследвания не оспорва техните невежи изказвания | “ |
| [ 5 ] | |   |